# Miranda Bonansea

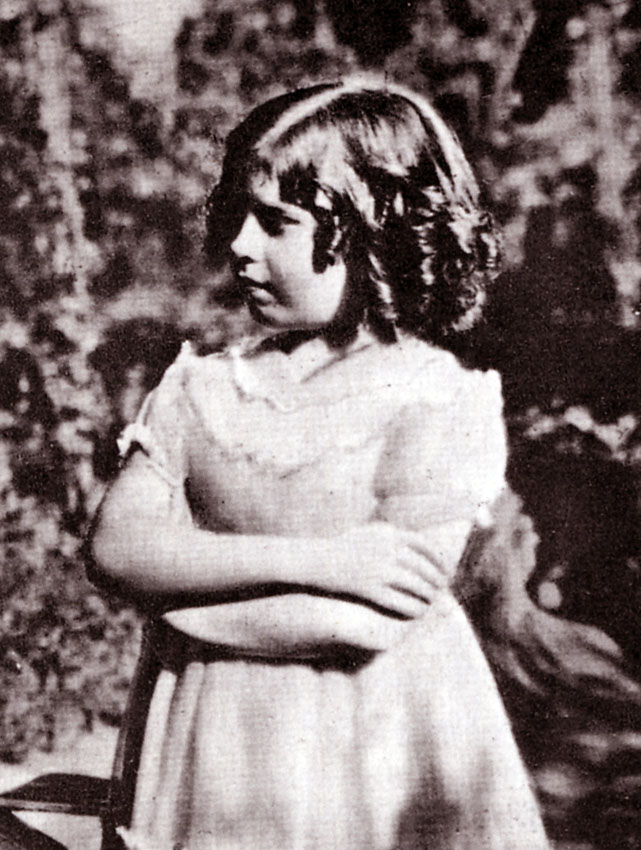
Miranda Bonansea

Miranda Bonansea (eigentlich Miranda Garavaglia; * 31. Oktober 1926 in Mondovì; † 10. Februar 2019 in Rom) war eine italienische Kinderdarstellerin und Synchronsprecherin.

## Leben
Bonansea stammte aus einer Künstlerfamilie (ihr Vater war Leo Garavaglia) und war von klein auf mit der Bühne vertraut; bald schon, im Alter von sieben Jahren, debütierte sie in La cieca di Sorrento in der Titelrolle des ob des Todes ihrer Mutter stumm gewordenen kleinen Mädchens. In den Folgejahren erhielt sie mehrere Rollen im Stil der damals populären Shirley Temple, als deren italienische Ausgabe Bonansea vermarktet wurde. So trat sie in Fermo con le mani in Aussehen und Kleidung sowie Gesten als pure Kopie der US-Amerikanerin auf. Nur ihr letzter Film, der sie 15-jährig nach dreijähriger Pause und als frivole Schülerin zeigt, bot ihr die Möglichkeit einer eigenständigen Darstellungsweise.
Auf der Bühne war Bonansea 1940 in einer Inszenierung der Universität Rom unter der Regie von Gerardo Guerrieri neben Giulietta Masina in einem Thornton-Wilder-Stück zu sehen. 1942/43 war sie an der erfolgreichen Radiosendung Terziglio beteiligt.
Nach dem Krieg blieben Schauspiel-Angebote aus, und Bonansea wurde zu einer vielbeschäftigten Synchronsprecherin der ersten Generation, die für June Allyson, Donna Reed, Jean Simmons, Arlene Dahl und andere, aber auch Landsleute wie Milly Vitale, Rossana Podestà oder Marisa Allasio in deren frühen Filmen deren italienische Stimme wurde und bis ins neue Jahrtausend, auch für das Fernsehen, aktiv blieb. 2009 wurde sie für ihre Lebensleistung mit dem italienischen „Großen Preis für Synchronisation“ sowie dem der „Gran Galà del Doppiaggio“ ausgezeichnet.
Bonansea war von 1952 bis 1962 mit dem Sänger Claudio Villa verheiratet; die Ehe, der ein Sohn entstammt, wurde geschieden.

## Filmografie (Auswahl)
- 1934: La cieca di Sorrento
- 1937: Hände weg! (Fermo con le mani)
- 1942: I sette peccati